# Mek We Dweet
Mek We Dweet – szesnasty album studyjny Burning Speara, jamajskiego wykonawcy muzyki reggae.
Płyta została wydana w roku 1990 przez brytyjską wytwórnię Island Records, a także przez jej oddział Mango Records. Nagrania zarejestrowane zostały w studiu Tuff Gong w Kingston. Ich produkcją zajął się sam wokalista we współpracy z Nelsonem Millerem. Spearowi akompaniowali muzycy sesyjni z założonej przez niego grupy The Burning Band.
25 sierpnia 1990 roku album osiągnął 2. miejsce w cotygodniowym zestawieniu najlepszych albumów world music magazynu Billboard (ogółem był notowany na liście przez 18 tygodni).
W roku 1991 krążek został nominowany do nagrody Grammy w kategorii najlepszy album reggae. Była to czwarta nominacja do tej statuetki w karierze muzyka.

## Lista utworów
1. "Mek We Dweet"
2. "Civilization"
3. "Garvey"
4. "Elephants"
5. "My Roots"
6. "Take A Look"
7. "Great Men"
8. "One People"
9. "African Women"
10. "Mek We Dweet In Dub"

## Muzycy
- Lenford Richards - gitara, fortepian, flet
- Linvall Jarrett - gitara rytmiczna
- Paul Beckford - gitara basowa
- Winston Rodney - perkusja
- Nelson Miller - perkusja
- Alvin Haughton - perkusja
- Robert Lynn - fortepian, syntezator
- David Robinson - saksofon
- Dean Fraser - saksofon
- James Smith - trąbka
- Junior "Chico" Chin - trąbka
- Ronald "Nambo" Robinson - puzon
- Charles Dickey - puzon